# معالج مجموعة تعليمات محددة التطبيق
معالج مجموعة التعليمات محددة التطبيق (بالإنجليزية: Application-specific instruction set processor) هو مكون يُستخدم في تصميمات النظام على رقاقة. يَستخدم مجموعة تعليمات مصممة لخدمة تطبيق محدد. هذا التخصيص يوفر حلًا وسطًا بين وحدة المعالجة المركزية ذات الأغراض العامة والدارات المتكاملة محددة التطبيق.
بعض معالجات مجموعة التعليمات محددة التطبيق تتضمن مجموعة تعليمات قابلة للتعديل. عادة تتكون هذه المعالجات من جزأين: وحدة منطق ستاتيكية (تستخدم مجموعة تعليمات محدودة) ووحدة منطق قابلة للتعديل، يمكن استخدامها في تصميم تعليمات جديدة. يمكن تعديل وحدة المنطق القابلة للتعديل في الميدان، مثل مصفوفة البوابات المنطقية القابلة للبرمجة أو أثناء تصنيع الرقاقة.
يمكن استخدام معالجات مجموعة التعليمات محددة التطبيق كمسرعات عتادية من أجل معالجة الإشارة وتكويد الفيديو. إذ تعاني المسرعات التقليدية من عدم المرونة. فيصعب إعادة استخدام ممر البيانات مع آلات الحالة المنتهية المكتوبة يدويًّا، وهنا يساعد المجمع الخاص بمعالج مجموعة التعليمات محددة التطبيق على إعادة استخدام ممر البيانات. وتوجد أدوات تجارية لتصميم معالجات مجموعة التعليمات محددة التطبيق باستخدام لغات عالية المستوى، كما تتوفر أدوات مفتوحة المصدر لهذا الغرض.

## استشهادات
1. ↑  Shahabuddin, Shahriar et al., "Design of a transport triggered vector processor for turbo decoding", Springer Journal of Analog Integrated Circuits and Signal Processing, March 2014.
2. ↑  Hautala, Ilkka, et al. "Programmable Low-Power Multicore Coprocessor Architecture for HEVC/H.265 In-Loop Filtering" in IEEE Transactions on Circuits and Systems for Video Technology, November 2014